# Frans Grootjans
Frans Grootjans (Wilrijk, 24 janvier 1922 - Anvers, 20 février 1999) est un homme politique belge libéral et ministre des Finances pour le PVV.

## Biographie
Frans Edward Elisabeth Grootjans, né à Wilrijk le 24 janvier 1922, est issu d'une famille d'enseignants. Il a fait ses études au collège des jésuites de Turnhout puis à l'Athénée royal d'Anvers dont il sort diplômé en 1940. Il fait ensuite des études universitaires à l'Université d'Anvers et obtient un diplôme de sciences commerciales et consulaires. Il s'implique dès ses études dans les cercles d'étudiants libéraux.
En 1957, Grootjans est nommé rédacteur en chef du quotidien « De Nieuwe Gazet » et en devient par après directeur-général de 1968 à 1987.
Il aura une carrière politique bien remplie au sein du parti libéral :
- 1949-1954 : membre du conseil provincial d'Anvers ;
- 1954-1987 : député à la Chambre des représentants ;
- 1966-1968 : ministre de l'Éducation nationale dans le gouvernement Van den Boeynants;
- 1971-1986 : membre du conseil communal d'Anvers ;
- 1973-1977 : président du PVV ;
- 1980-1987 : membre du Conseil flamand ;
- 1985 : vice-Premier ministre, ministre des Finances et des Classes moyennes dans le gouvernement Martens V ;
- 1985-1987 : président du Conseil flamand.

## Distinctions belges
- Grand officier de l'ordre de Léopold.
- Grand-croix de l'ordre de Léopold II.